# Domenic Stansberry
Pour les articles homonymes, voir Stansberry.
Domenic Stansberry, né en 1952 à Washington, est un journaliste et un écrivain américain de roman policier.

## Biographie
Diplômé de l’université du Massachusetts, il travaille comme journaliste itinérant pour l’United Press International, couvrant les domaines du sport et de la politique. Il publie à cette période son premier roman, The Spoiler, qui est nommé au Prix Edgar-Allan-Poe du meilleur premier roman. Après avoir travaillé à La Nouvelle-Orléans et à Spokane, il s’installe en 1989 en Californie où il travaille pour l’industrie du multimédia et des jeux vidéo.
Il renoue avec l’écriture en 1998 avec le roman The Last Days of Il Duce. Son roman suivant, Manifesto for the Dead, met en scène les derniers jours de la vie de l’auteur américain de roman noir Jim Thompson. The Confession obtient le Prix Edgar-Allan-Poe de la meilleure publication en poche en 2005. Ces trois romans ont été traduits en France, à la Série noire pour les deux premiers cités, et dans l’éphémère collection française Hard Case Crime pour le dernier.
À partir de 2004, il entame une série consacrée à Dante Mancuso, un enquêteur au passé trouble surnommé le Pélican à cause de son long nez. Seul le premier titre a été traduit en France.

## Œuvre

### Romans
- The Spoiler (1987)
- Exit Paradise : Stories (1991)
- The Last Days of Il Duce (1998) Publié en français sous le titre Les Derniers Jours d’Il Duce, Paris, Gallimard, Série noire, no 2647, 2002.
- Manifesto for the Dead (2000) Publié en français sous le titre Un manifeste pour les morts, Paris, Gallimard, Série noire, no 2696, 2003.
- The Confession (2004) Publié en français sous le titre La Confession, Paris, J’ai Lu, Coll. Hard Case Crime, no 3, 2007.
- The White Devil  (2016)

### SérieNorth Beach
- Chasing the Dragon (2004) Publié en français sous le titre Les Vestiges de North Beach, Paris, Gallimard, Série noire, Coll. Thriller, 2006.
- The Big Boom (2006)
- The Ancient Rain (2008)
- Naked Room (2010)

## Récompenses
- Prix Edgar-Allan-Poe 2005 : Meilleur livre de poche original pour The Confession.
- Prix Hammett 2016 : pour son roman The White Devil

## Sources
- (en) Biographie et bibliographie
- (en) Site de l'auteur